# Liste des châteaux et manoirs de Nice

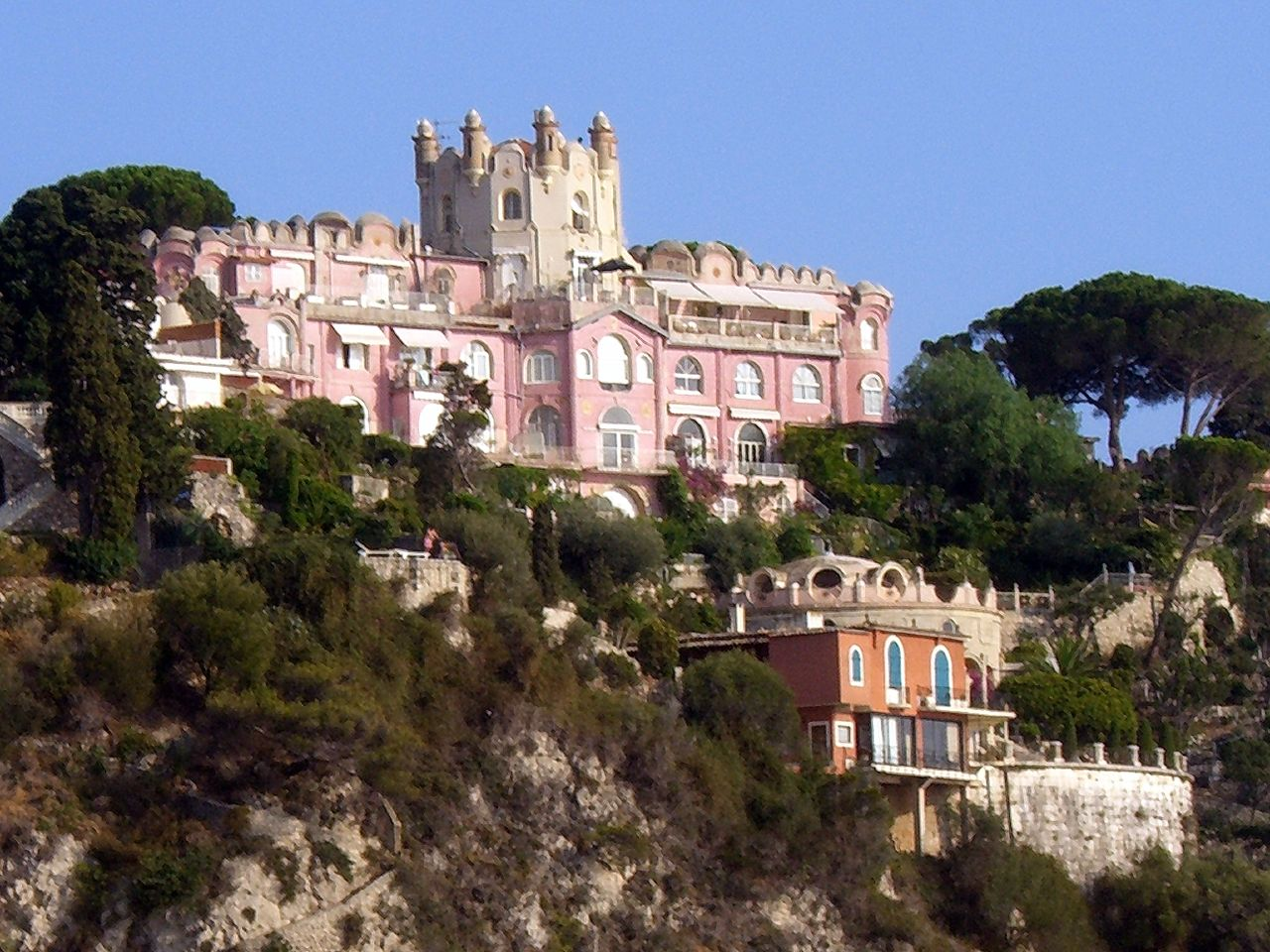
Château de l'Anglais

Cet article recense les constructions conservées et appelées château, castel, manoir, sur le territoire de la commune de Nice.
Le classement initial est par ordre alphabétique avec pour seul objectif d'y faire figurer l'ensemble de ces bâtiments qui présentent tous un intérêt architectural évident et souvent inattendu. 
Tous furent construits durant la Belle Époque. Ils font partie des « folies de la Côte d'Azur » et leur commanditaire fortuné s'entoura d'architectes reconnus pour la construction et pour la confection des jardins autour d'eux.

## Liste des châteaux, castels et manoirs
La liste est donnée par ordre alphabétique d'appellation.
- Anglais (Château de l'Anglais) - Quartier du Mont-Boron. C'est le prototype même de la folie d'un homme. Le colonel Smith achète 22 000 m2 de sol inculte au Mont Boron en 1856. Il est construit en trois ans et son style rappelle celui de l'Inde. Transformé en copropriété après la Seconde Guerre mondiale, il est monument classé.
- Belgrano (Manoir)- 1911 - 5 avenue Edouard VII - Quartier de Cimiez. Architecte : ?
- Château de Gairaut
- Ollières (Château des), avenue des Beaumettes. C'est une des folies russes. Le château est bâti sur une demeure du milieu du XIXe siècle "gothicisée" par l’architecte Adam Dettloff en 1880 sur commande du prince Lobanov-Rostorski, un familier du tsar Alexandre II. Après avoir abrité un luxueux hôtel 4 Étoiles jusqu’au début des années 2000, il s'est transformé en maison de retraite de 84 lits pour personnes dépendantes.
- Piol (Château du). Disparu aujourd'hui.
- Prés (Castel des) - Immeuble du quartier Carabacel, rue Dr Ballestre prolongée.
- Tour (Château de la Tour des Baumettes).
- Tour (Château de la Tour du Mont Boron)- vers 1884 - Entrée au 15 boulevard du Mont Boron. Architecte : ? . Sa silhouette élancée est due à une tour triple sur un plan en trèfle. Il est surmonté d'une tourelle circulaire. L'élévation de chaque volume est terminée par des créneaux  factices. Commanditaire initial : Maximilien de Budaï puis Marguerite Catusse lors de son rachat en 1886. Il est actuellement aménagé en deux appartements.
- Parc et Château de Valrose - 1867-1870 - Avenue de Valrose. Architectes : David Grimm, Mikhaël Makaroff et Antonio Crocci dans le style troubadour ; du néo-gothique anglais, du style Moyen Âge français et de la Renaissance italienne. Valrose fut la résidence principale de la famille Von Derwies entre 1871 et 1881 et c'est le siège actuel de l'Université Côte d'Azur.

- Mistral : castèu Frederic Mistral : 37, boulevard François-Grosso ; nommé en l'honneur de Frédéric Mistral